# 大野和哉
大野 和哉（おおの かずや、1971年9月16日 - ）は、千葉県東葛飾郡沼南町（現：柏市）出身の元プロ野球選手（外野手）。

## 来歴・人物
小学5年で野球を始め、中学時代はオール沼南（中学硬式チーム）に所属し、ボーイズリーグの世界選手権にも出場。
市立船橋高時代は、1年秋の県大会決勝で1学年上の伏島良平とバッテリーを組み、市立銚子高の石毛博史と投げ合って勝利。2年次の1988年に春のセンバツでは初戦で1学年上の立石尚行の後を救援したが敗退。1989年に春の県大会で柏中央高を相手にノーヒットノーランを達成。夏の千葉県大会は5回戦で敗退。同年オフにドラフト外で読売ジャイアンツに投手として入団。
1992年に外野手へ転向。1996年に一軍初出場。
1999年に戦力外通告を受け、他球団の入団テストを受けるも合格には至らず現役を引退。
引退後は巨人でブルペン捕手を務め、その後1軍サブマネジャー兼用具係を2016年まで務め、現在はエイジェックスポーツマネジメントに勤務して野球振興に携わっている。
ズームイン!!サタデー内コーナー、及び日テレG+番組の｢プロ野球熱ケツ情報｣に登場する際は現役選手以上にコミカルなトークを繰り広げることが多い。

## 詳細情報

### 年度別打撃成績
| 年 度     | 球 団     | 試 合 | 打 席 | 打 数 | 得 点 | 安 打 | 二 塁 打 | 三 塁 打 | 本 塁 打 | 塁 打 | 打 点 | 盗 塁 | 盗 塁 死 | 犠 打 | 犠 飛 | 四 球 | 敬 遠 | 死 球 | 三 振 | 併 殺 打 | 打 率 | 出 塁 率 | 長 打 率 | O P S |
| --------- | --------- | ----- | ----- | ----- | ----- | ----- | -------- | -------- | -------- | ----- | ----- | ----- | -------- | ----- | ----- | ----- | ----- | ----- | ----- | -------- | ----- | -------- | -------- | ----- |
| 1996      | 巨人      | 2     | 0     | 0     | 0     | 0     | 0        | 0        | 0        | 0     | 0     | 0     | 0        | 0     | 0     | 0     | 0     | 0     | 0     | 0        | ----  | ----     | ----     | ----  |
| 1997      | 巨人      | 5     | 1     | 1     | 0     | 0     | 0        | 0        | 0        | 0     | 0     | 0     | 0        | 0     | 0     | 0     | 0     | 0     | 1     | 0        | .000  | .000     | .000     | .000  |
| 通算：2年 | 通算：2年 | 7     | 1     | 1     | 0     | 0     | 0        | 0        | 0        | 0     | 0     | 0     | 0        | 0     | 0     | 0     | 0     | 0     | 1     | 0        | .000  | .000     | .000     | .000  |

### 記録
- 初出場：1996年4月12日、対横浜ベイスターズ1回戦（横浜スタジアム）、8回裏にシェーン・マックに代わり中堅手で出場
- 初打席：1996年5月31日、対阪神タイガース10回戦（甲子園球場）、3回表に宮本和知の代打で湯舟敏郎に三振。

### 背番号
- 94 （1990年 - 1994年）
- 60 （1995年 - 1999年）
- 100 （2002年 - 2004年）
- 125 （2006年）